# سعيد ملاي
سعيد ملاي هو لاعب جودو منغولي- إيراني المولد.فاز بذهبية بطولة العالم في 2018.منذ ديسمبر 2019 قامت منغوليا بتجنيسه وأصبح يمثلها في المحافل الدولية حيث فاز بفضية أولمبياد 2020.